# Jay Rodan
Pour les articles homonymes, voir Rodan (homonymie).
Jay Rodan, né le 15 mai 1974 à Durban, en Afrique du Sud, est un acteur britannique. Il est également écrivain et réalisateur.
Né d'un père écossais et d'une mère sud-africaine d'origine écossaise, française et hollandaise, son enfance s'est résumée à voyager entre l'Afrique du Sud, l'Inde, la Grande-Bretagne et le Canada.

## Filmographie

### Cinéma
2001: Callas Forever de Franco Zeffirelli : Michael 
2003 : Monsieur N. d'Antoine de Caunes : Basil Heathcote

### Télévision
- 2001 : Le Bataillon perdu (The Lost Battalion) (téléfilm)
- 2002 : Jules César (téléfilm) : Marc Antoine